# Pokr Mantash
Pokr Mantash ou Poqr Mantash (en arménien Փոքր Մանթաշ) est une communauté rurale du marz de Shirak en Arménie. En 2008, elle compte 2 431 habitants.